# Arthur and the Invisibles
Артур и минипуты (англ. Arthur and the Invisibles также известна как Arthur and the Minimoys) — первая игра про Артура и минипутов на основе одноимённого фильма. В России издана компанией Акелла под названием «Артур и минипуты».
Игра позволяет игрокам пережить фантастические приключения мальчика Артура и двух его друзей, Селении и Барахлюша, чтобы сохранить королевство минипутов от разрушения. Игры включают всю вселенную минипутов Люка Бессона и её крошечных жителей (всего несколько миллиметров в длину) с богатствами и прекрасными визуальными фильмами.
Геймплей вращается вокруг совместной работы трио (Артур, Селения и Барахлюш): игроки могут проходить только искусно сочетая навыки трёх героев.

## Игровой процесс
Игрок играет, переключаясь между тремя персонажами: Артуром, Селенией и Барахлюшем. Только совместное действие поможет открыть дорогу дальше и решить определённые головоломки. В некоторых местах необходимо действие всех трёх персонажей. Из-за этого игра напоминает «Потерянных викингов».

## Сюжет
Сюжет игры почти полностью повторяет фильм. Повествование ведётся от самого Артура.
Итак, молодой Артур отправляется в мир минипутов, чтобы найти легендарное сокровище своего деда. Вместе с Барахлюшем он отправляется на совет, но через минуту на деревню нападают осматы. Чтобы от них избавиться, Барахлюш предлагает отправиться на Ферму моль-молей и освободить их. Но, придя на ферму (кружным путём), друзья узнают у стража, что всех моль-молей увезли осматы. Но он предлагает отправиться в святилище моль-молей на Высоком Корне. Пройдя через хранителя Чтока и сад острых камней, друзья попадают к лифту. Но там их разделяет взрывом: Барахлюша забрасывает на Высокий Корень, Селения оказывается у катапульты, а Артур осёдлывает комара. Помогая друг другу, они выпускают всех моль-молей. Но из-за этого комар Артура теряет управление, и он падает. Упав, Артур достаёт из камня меч Власти и бросает его Селении. Втроём они противостоят гигантскому осмату.
Одолев осматов, друзья отправляются в путь. Пройдя туннель, они выбираются на поверхность. Сразившись с панчимолем (сколопендрой), друзья продолжают путь к станции. По пути они не раз видят летящих туда осматов. Когда они наконец добираются до станции, то видят, что её захватили осматы. Артур снова садится на комара и разрушает стену. В благодарность смотритель отправляет их в Некрополис, но из-за шмеля они падают в ручей. Артуру приходится спасать Селению и Барахлюша. После спасения герои оказываются на мосту над Водопадом Сатаны. Они продолжают искать дорогу, и вскоре они находят бетамоля (божью коровку). Но во время полёта их атакуют осматы. Друзьям удаётся спастись. После сражения Артур предлагает подняться повыше и осмотреться. Поднявшись, они находят нового бетамоля. На нём они добираются до поля маков, где и остаются на ночёвку.
На следующий день путешествие в направлении Некрополиса продолжается. Волей случая герои оказываются в клубе «Ямабар», откуда, после сражения с осматами добираются до твердыни Урдалака по подземному ходу. Там отряд разделяется: Селения уходит на бой с Урдалаком, а Артур и Барахлюш находят рубины и с помощью зеркал подают световой сигнал. Сразу же после этого героев берут в плен осматы. Всех троих посадили в одну камеру, где выясняется, что Селения напоролась на засаду и не смогла одолеть тёмного лорда. Кроме троицы, в той же камере находился и дед Артура — Арчибальд. Все четверо сбегают из Некрополиса по туннелям минипутов.

## Рецензии
| Сводный рейтинг | Сводный рейтинг |
| Агрегатор       | Оценка          |
| --------------- | --------------- |
| GameRankings    | 65,48 %         |

Версия для Nintendo DS получила рейтинг 6 из 10 на игровом портале IGN, в то время как версия для PlayStation 2 получила 7,5.